# Тумнін (річка)
Тумнін (рос. Тумни́н, в перекладі з ороцької Тумждін — «повноводна») — річка у Ванінському районі Хабаровського краю Росії.

## Географія
Довжина річки — 364 км, площа басейну — 22 400 км². Найбільша річка на східному макросхилі хребта Сіхоте-Алінь.
Бере початок на північному схилі гори Крутої (1268 метрів) хребта Хомі на півночі Сіхоте-Аліню. Тече в загальному південно-східному напрямку і впадає в бухту Датта Татарської протоки. На всій течії — типова гірська річка, і тільки в пониззі заспокоюється і розливається до 600 метрів в ширину за сукупністю, оскільки утворює кілька рукавів і заплав. Гирло річки — естуарій протяжністю близько 11 кілометрів, характеризується припливно-відпливними явищами і змінною солоністю води. Також через торфовища в нижній течії вода набуває коричневого відтінку.
Каламутність води менше 50 г/м3. Вода за хімічним складом відноситься до гідрокарбонатного класу і кальцієвої групи, з підвищеним вмістом йонів натрію і калію. Мінералізація води 30-60 мг/л.
Живлення змішане, з переважанням дощового. Влітку 3-4 паводки, що утворюють повінь. Середньорічна витрата води ≈ 252 м³/с. Льодостав зазвичай в першій половині листопада, розкривається в кінці квітня — початку травня (на тиждень-два пізніше інших річок в регіоні). Товщина льоду в пониззі річки до середині лютого досягає більше одного метра.

## Природа
Річка Тумнін від витоків до гирла протікає по гірській місцевості Сіхоте-Аліню, рослинність по березі — переважно мішаний ліс (береза, осика, вільха) та світлохвойна модринова тайга. Береги галечні, місцями обриви і скелі, а в нижній течії — мохові марі і очеретяні мілини. По руслу річки багато різних за площею і формою островів, в більшості своїй безіменних.

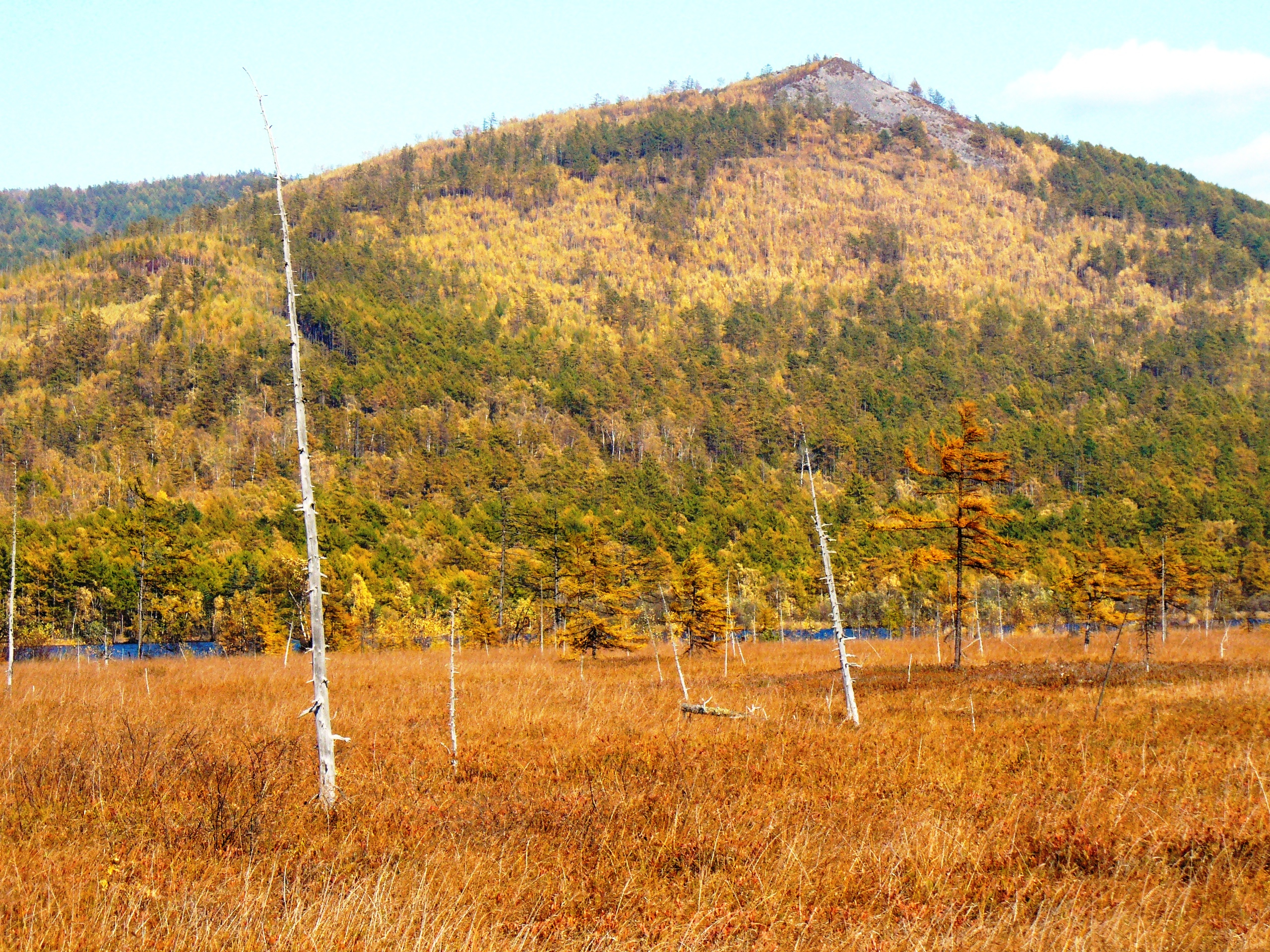
Велика мар в нижній течії річки (1,5 х 2,2 км)

Річка є місцем проживання багатьох риб. Є місцем нересту лососевих і осетрових риб. Основні представники тумнінської іхтіофауни: мальма (Salvelinus malma), кунджа (Salvelinus leucomaenis), сахалінський таймень (Huco huco), харіус (Thymallus bevrirostris), горбуша (Oncorhynchus gorbuscha), сіма (Oncorhynchus masu), кета (Oncorhynchus keta), сахалінський осетер (Acipenser mikadoi), крупнолусна краснопірка-угай (Tribolodon hakonensis).
По лівому березі річки, ближче до гирла, розташований Тумнінський природоохоронний заказник, загальною площею 143100 га. У заказнику мешкають: соболь, колонок, горностай, росомаха, норка, видра, борсук, лось, ізюбр, косуля, кабарга, кабан, бурий ведмідь, гімалайський ведмідь, заєць-біляк, білка, ондатра, лисиця, рись, вовк. З рідкісних видів: амурський тигр, орлан-білохвіст, беркут, орлан білоплечий, сапсан, рибний пугач, скопа, чорний лелека, чорний журавель, далекосхідний лелека, лускатий крохаль
У нижній течії річки водиться морська малорота корюшка і азійська зубаста корюшка (Osmerus mordax), камбала, далекосхідна навага, піленгас, бельдюга, колючка триголкова, рогатий бичок (Enophrys diceraus) і ще кілька видів типово морської фауни. Така суміш морських і річкових мешканців пояснюється вченими-іхтіологами тим, що під час припливу на кілька кілометрів вгору за течією по дну річки йде протитечія чистої морської води, хоча зверху вода майже прісна. Солона вода постійно застоюється в ямах, в тому числі і при відпливі.

## Господарське використання
Річка вважається судноплавною від с. Датта до острова Голочевський (с. Олексіївка, нежитлове), маломірні судна використовуються на всьому протязі від с. Тулучі до с. Датта. Води Тумніна використовуються для побутового та промислового водопостачання. По долині нижньої течії Тумнін проходить значна частина залізниці Комсомольськ-на-Амурі — Совєтська Гавань (близько 110 км).

## Дані водного реєстру
Код водного об'єкта +20040000112118200000819
Басейновий округ Амурський басейновий округ (20)
Річковий басейн Басейни річок Японського моря (4)

## Галерея

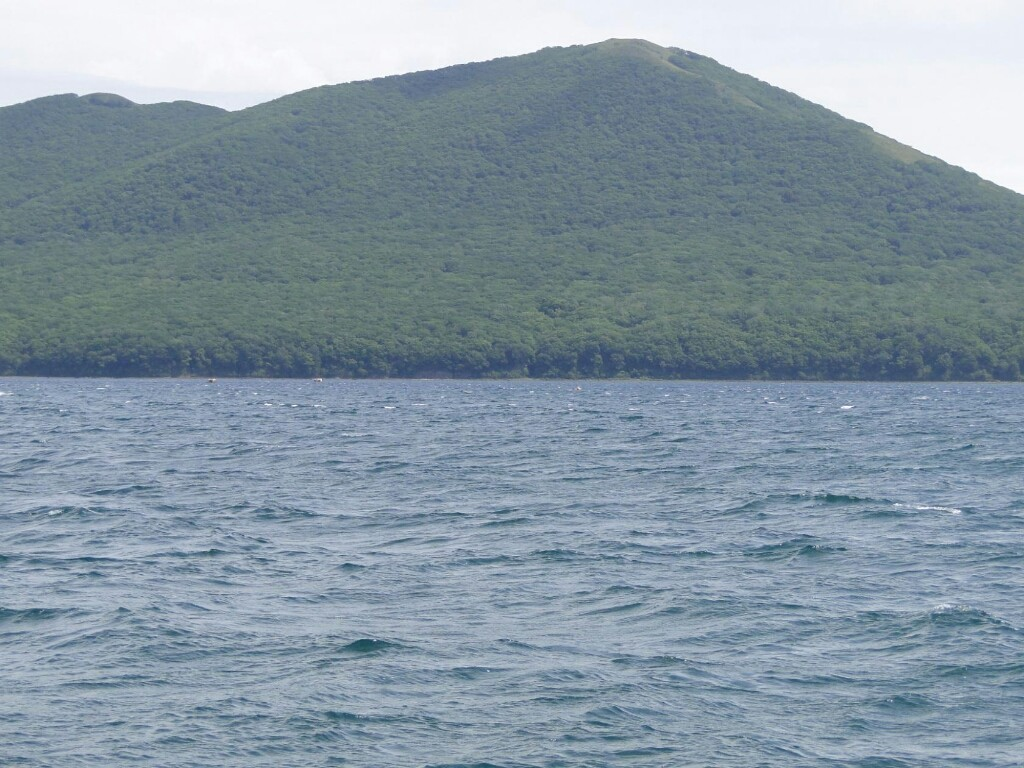
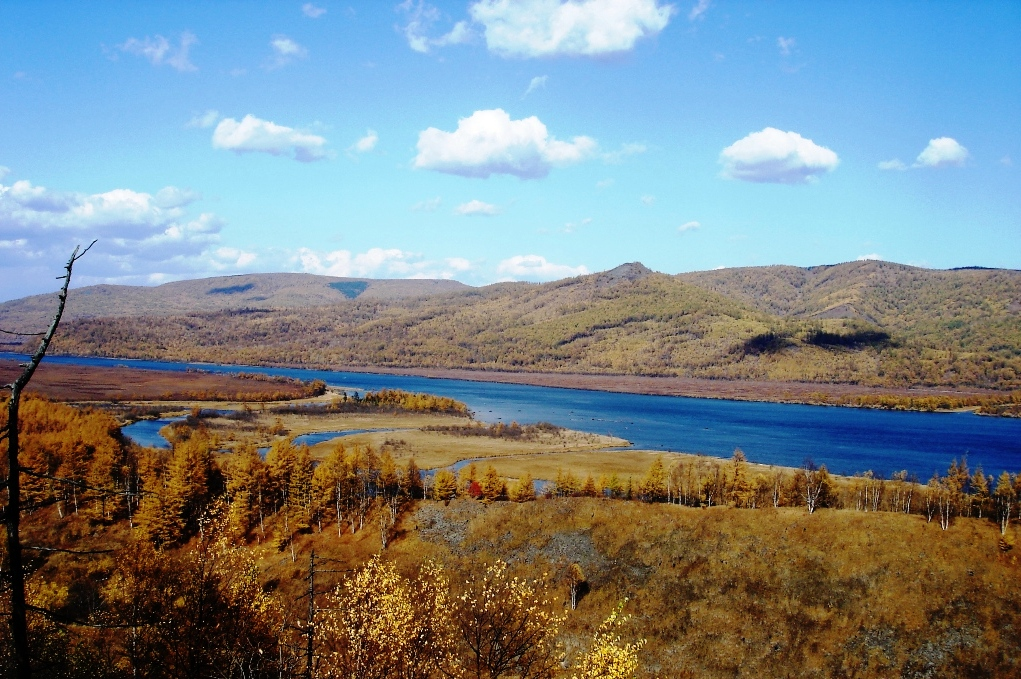
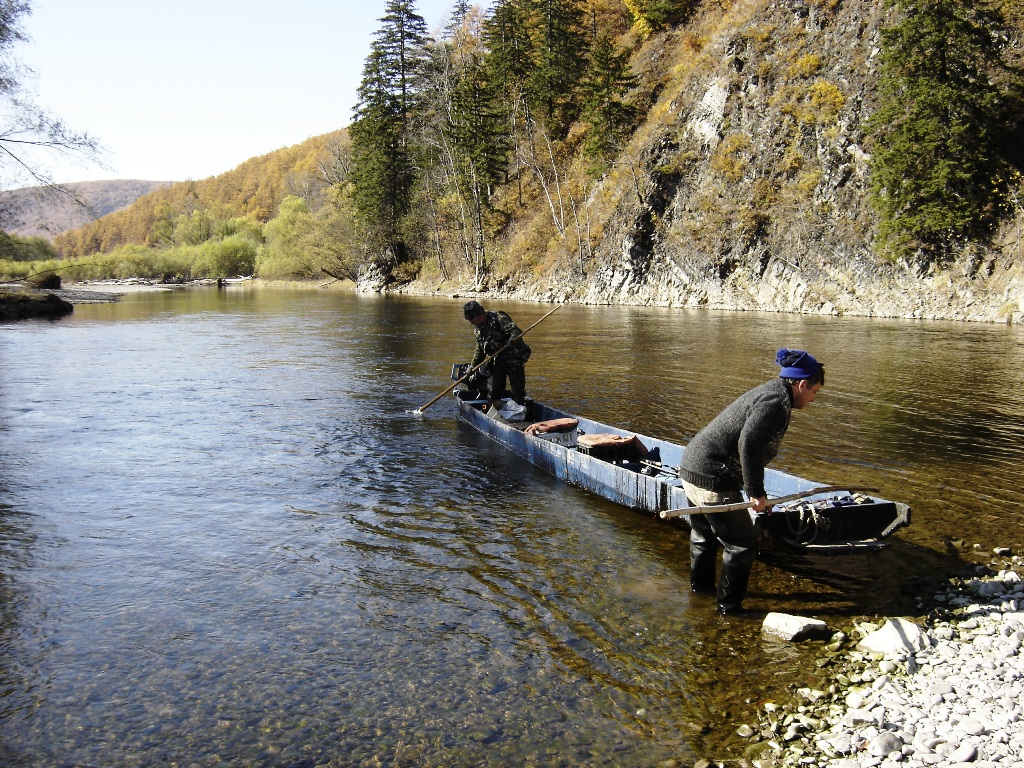
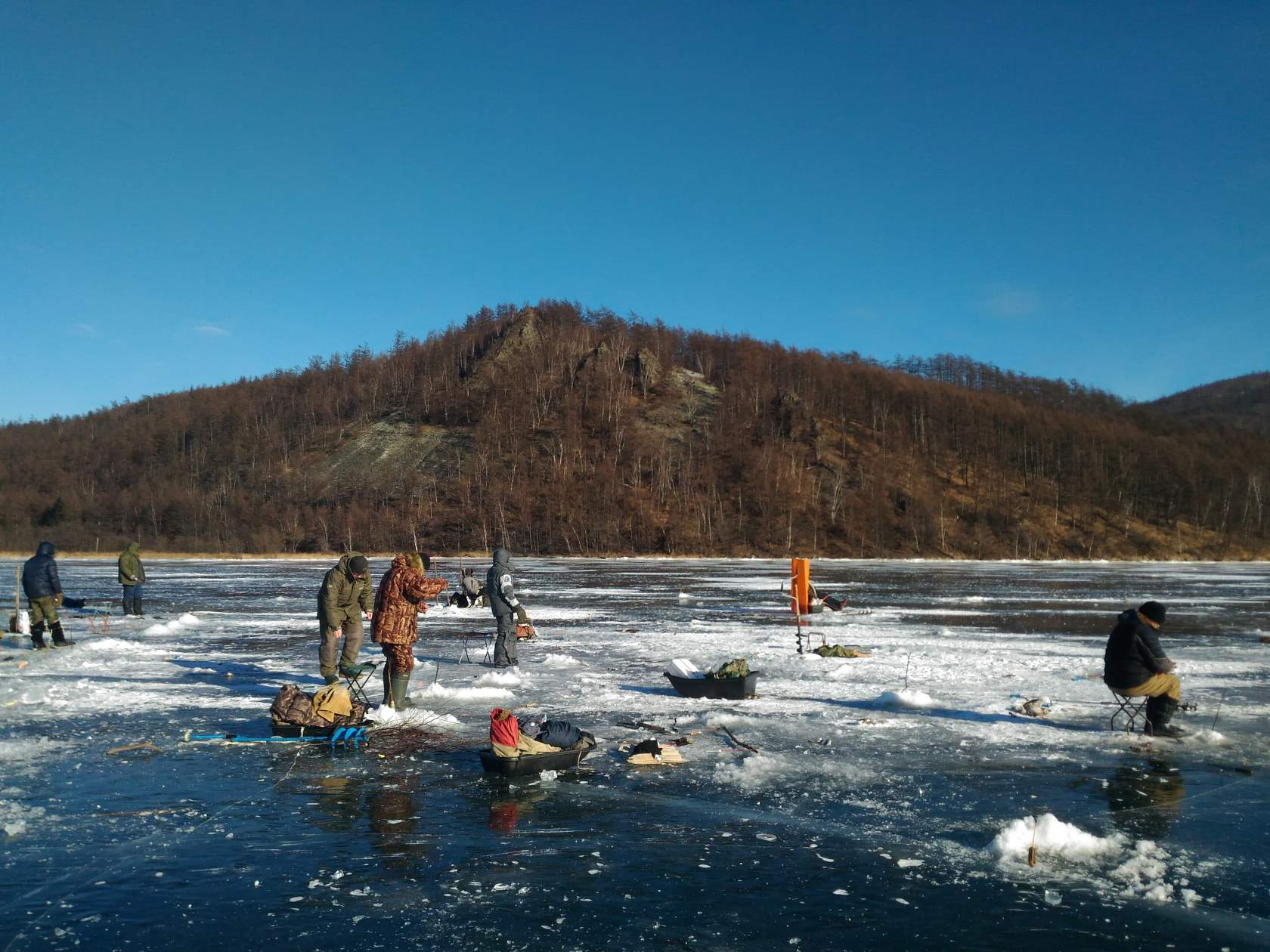
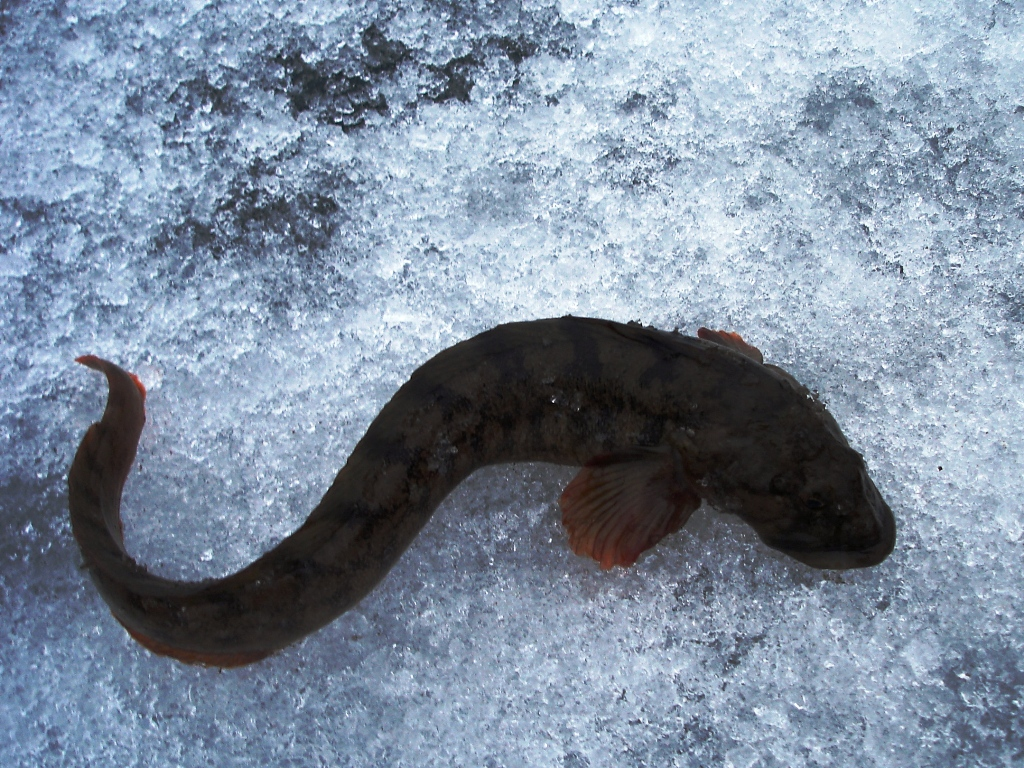
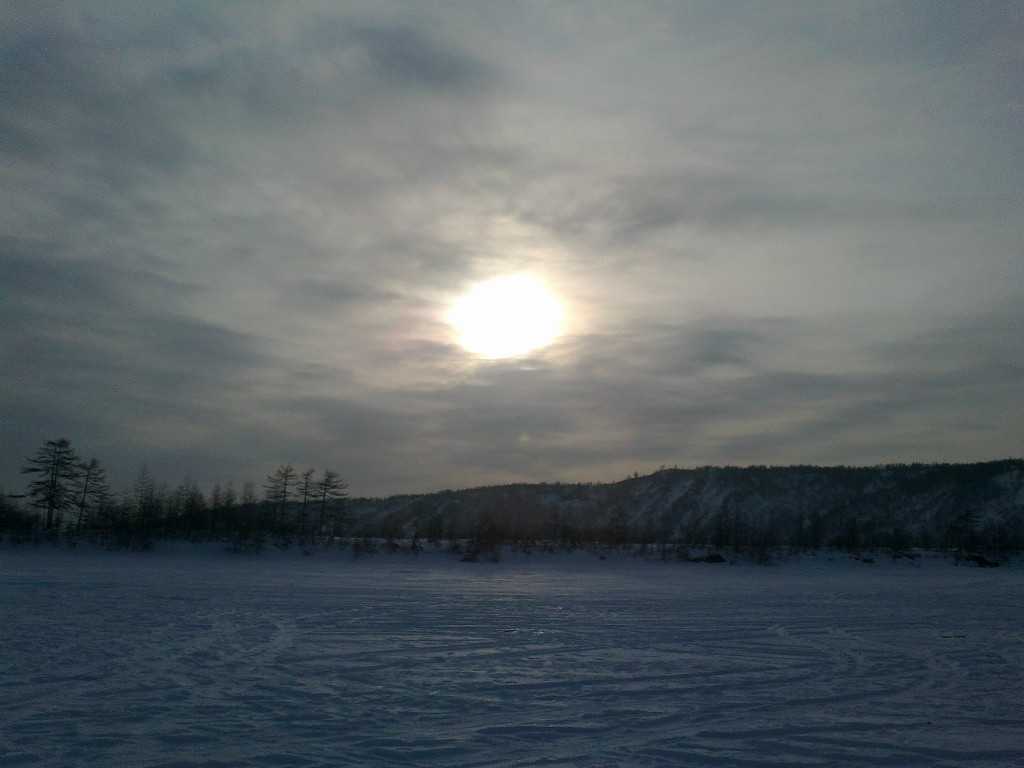
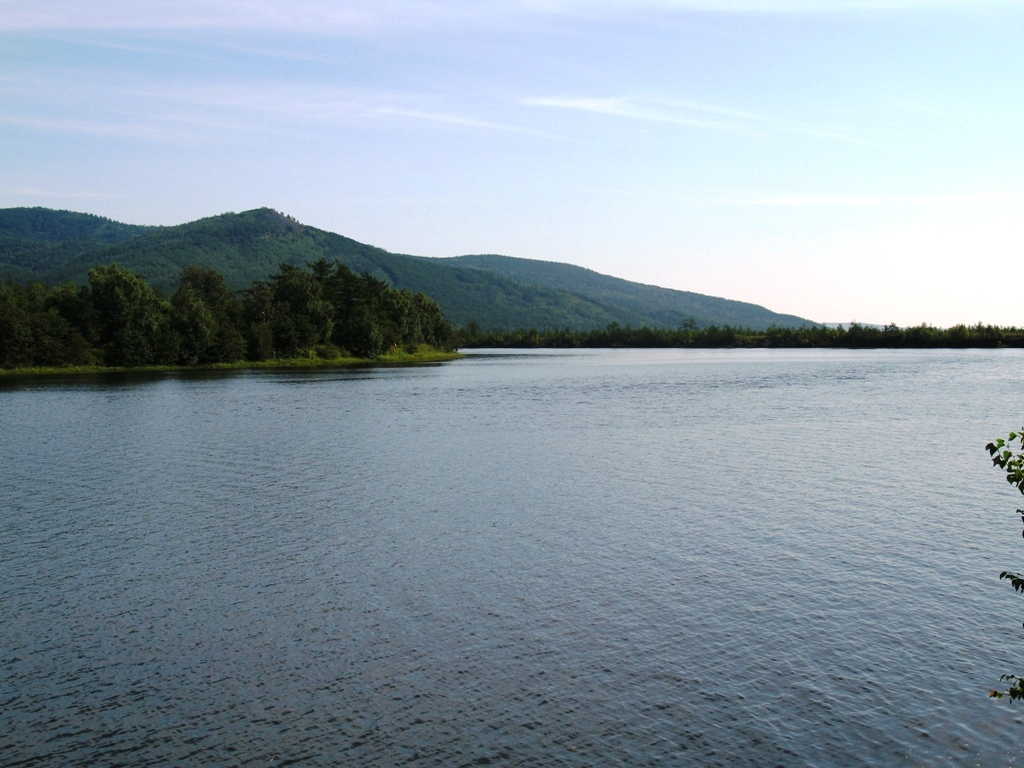
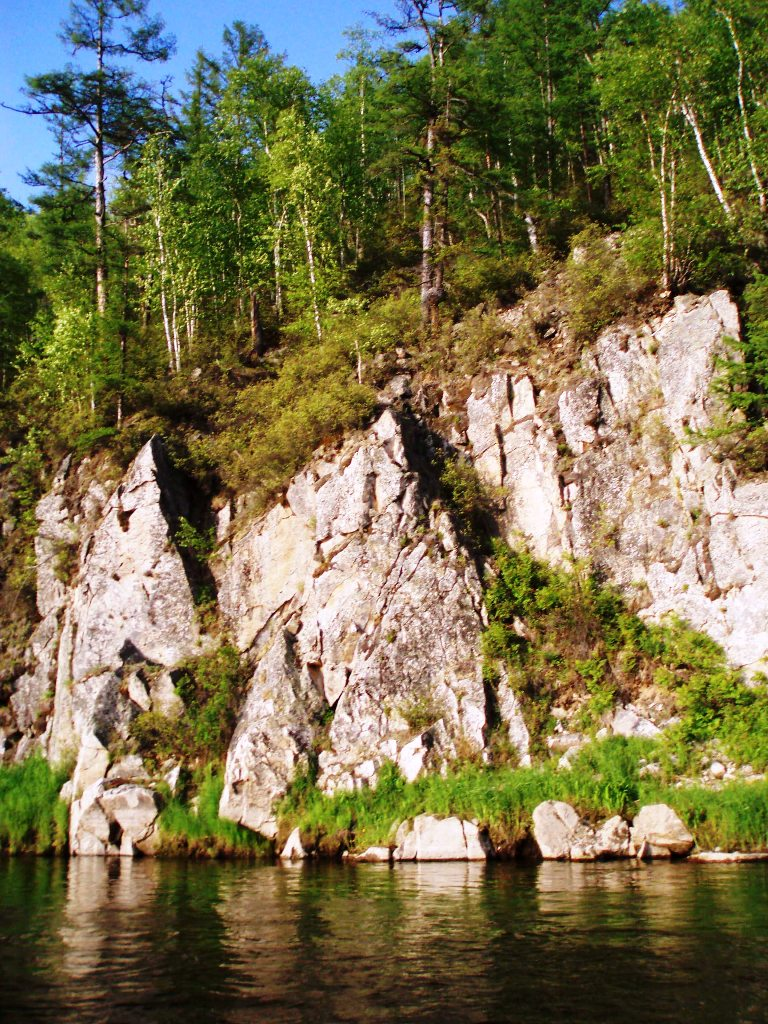
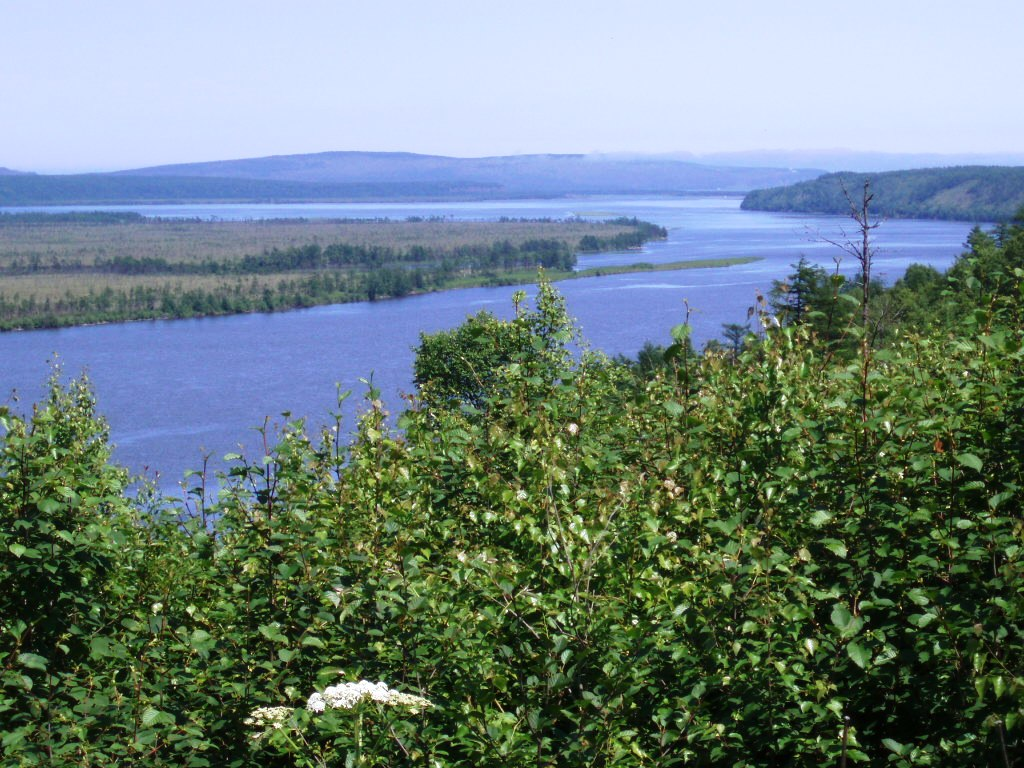
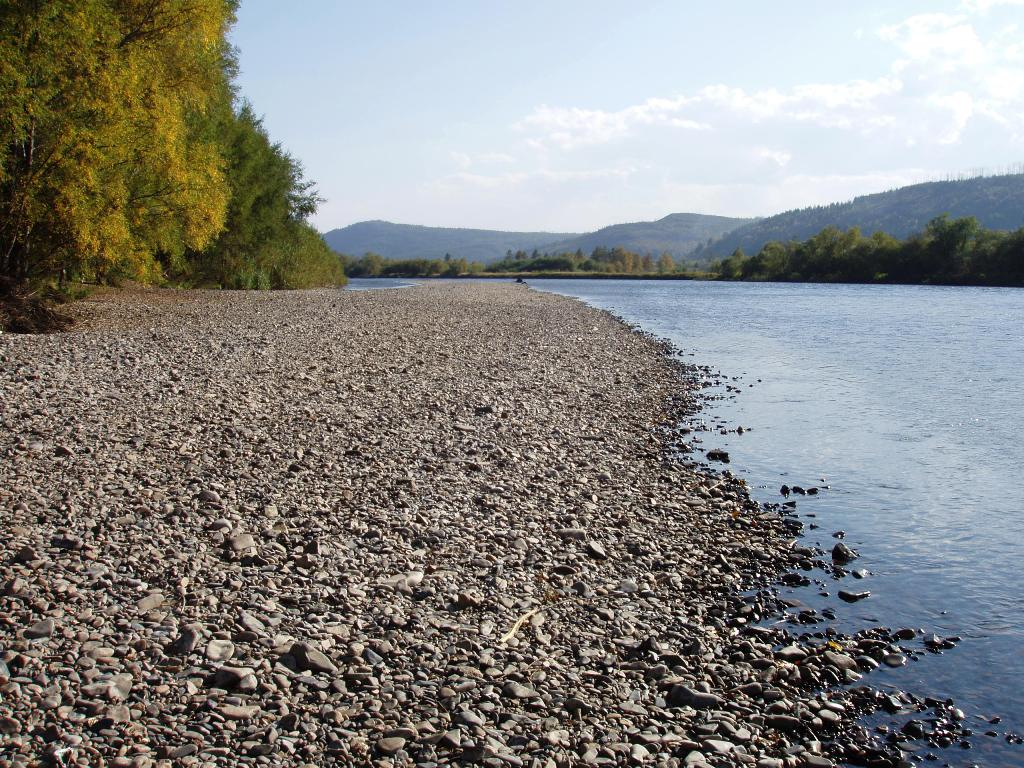
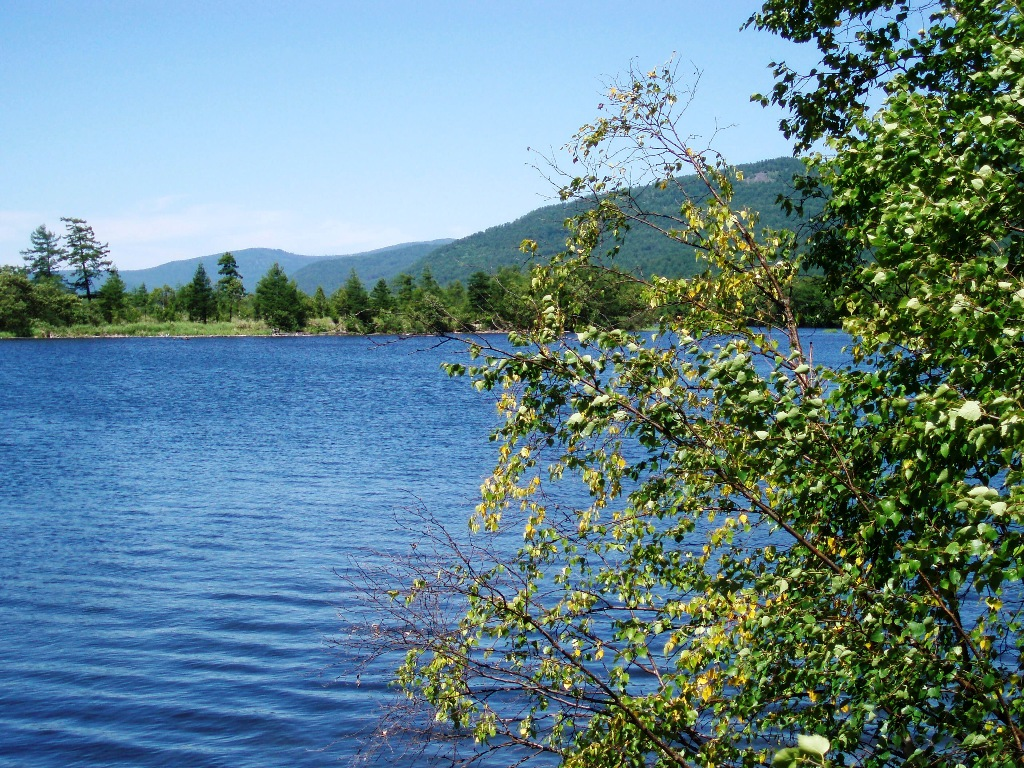